# Custom House Tower
Ne doit pas être confondu avec Custom House (Cité de Londres).
La Custom House Tower est un gratte-ciel de style néoclassique de 151 mètres de hauteur construit à Boston en 1915. Ce fut le plus haut immeuble de Boston jusqu'en 1964. La tour a été transformée en hôtel de 80 chambres par la société Marriott. Elle comprend un étage d'observation au 26e niveau. La partie supérieure de la tour comprend une horloge monumentale.